# Droga wojewódzka 179
Die Droga wojewódzka 179 (DW 179) ist eine polnische Woiwodschaftsstraße, die durch die Woiwodschaften Westpommern und Großpolen führt. Mit ihren lediglich 41 Kilometern Gesamtlänge stellt sie verkehrstechnisch eine Anbindung der Stadt Piła (Schneidemühl) an die weiter westlich vorbeiführende Landesstraße Droga krajowa (DK) 22 (Kostrzyn nad Odrą (Küstrin) – Starogard Gdański (Preußisch Stargard) – Elbląg (Elbing) – bis an die polnisch-russische Grenze zur Oblast Kaliningrad (Königsberg (Preußen))) dar, verbindet aber heute gleichzeitig die DK 22 mit den beiden anderen durch Piła führenden Landesstraßen, DK 10 (Polnisch-deutsche Grenze – Szczecin (Stettin) – Toruń (Thorn) – Płońsk (Plönen)) und DK 11 (Kołobrzeg (Kolberg) – Poznań (Posen) – Kluczbork (Kreuzburg) – Bytom (Beuthen/Oberschlesien)).
Die Trasse der DW 179 entspricht die der ehemaligen deutschen Reichsstraße 123, die die frühere Reichsstraße 1 (Aachen – Berlin – Königsberg (Preußen) – Eydtkau) bei Ruschendorf (Rusinowo) mit der Reichsstraße 104 (Schneidemühl – Stettin – Lübeck) bei Schneidemühl (Piła) verband. Zwischen 1939 und 1945 wurde die R 123 weit über Schneidemühl hinausgeführt, endete sie doch erst bei Pułtusk (1941–1945 Ostenburg) nördlich von Warschau.

## Straßenverlauf
Woiwodschaft Westpommern

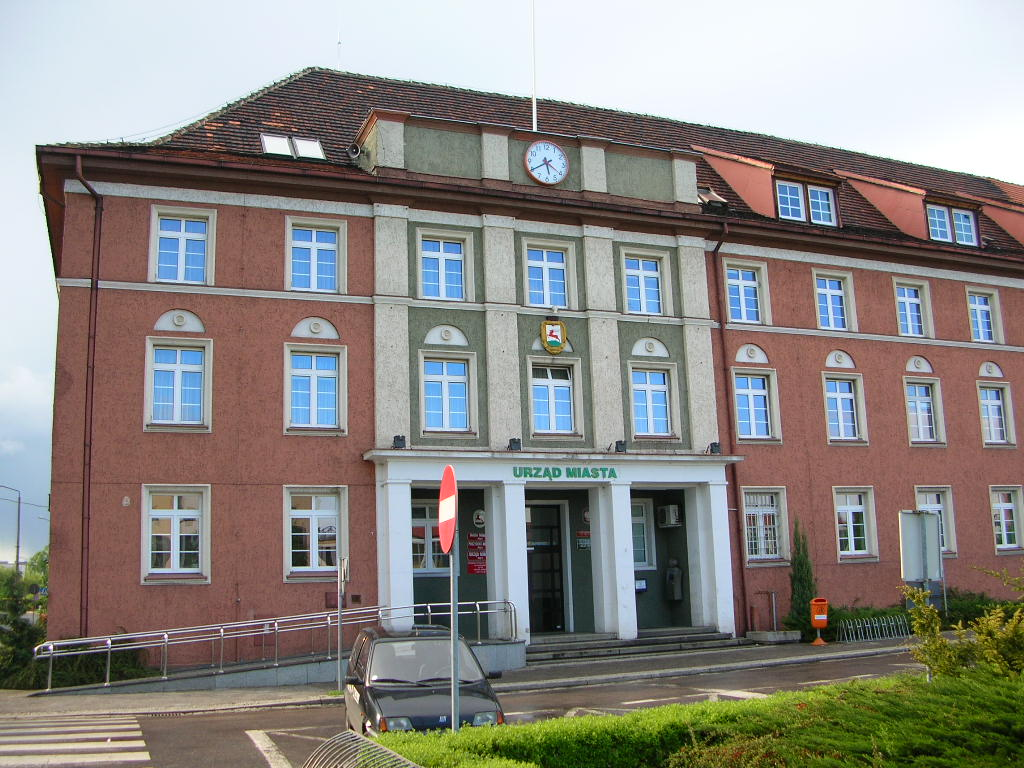
Das Rathaus der Stadt Piła (Schneidemühl)

- Powiat Wałecki (Kreis Deutsch Krone)
  - Rusinowo (Ruschendorf) (DK 22 Kostrzyn nad Odrą (Küstrin) – Grzechotki/Russland)

- X Staatsbahnlinie Nr. 412: Wałcz (Deutsch Krone) – Krzyż Wielkopolski (Kreuz) X
  - Dzikowo (Dyck)
  - Gostomia (Arnsfelde) (DW 178 Wałcz – Trzcianka (Schönlanke) – Kowanówko)

Woiwodschaft Großpolen
- Powiat Pilski (Kreis Schneidemühl)
  - Jaraczewo (Klein Wittenberg)
  - Szydłowo (Groß Wittenberg)

- X Staatsbahnlinie Nr. 403: Piła – Ulikowo (Wulkow/Pommern) X
  - Dolaszewo (Hasenberg)

- X Staatsbahnlinie Nr. 405: Piła – Ustka (Stolpmünde)
  - Piła (Schneidemühl) (DK 10 Lubieszyn (Neu Linken) – Płońsk (Plönen), DK 11 Kołobrzeg (Kolberg) – Bytom (Beuthen/Oberschlesien), DW 180 Piła – Trzcianka (Schönlanke) – Kocień Wielki (Groß Kotten) und DW 188 Piła – Złotów (Flatow) – Debrzno (Preußisch Friedland) – Człuchów (Schlochau))